# 呂奇訥河
46°41′27.3″N 7°53′53″E / 46.690917°N 7.89806°E

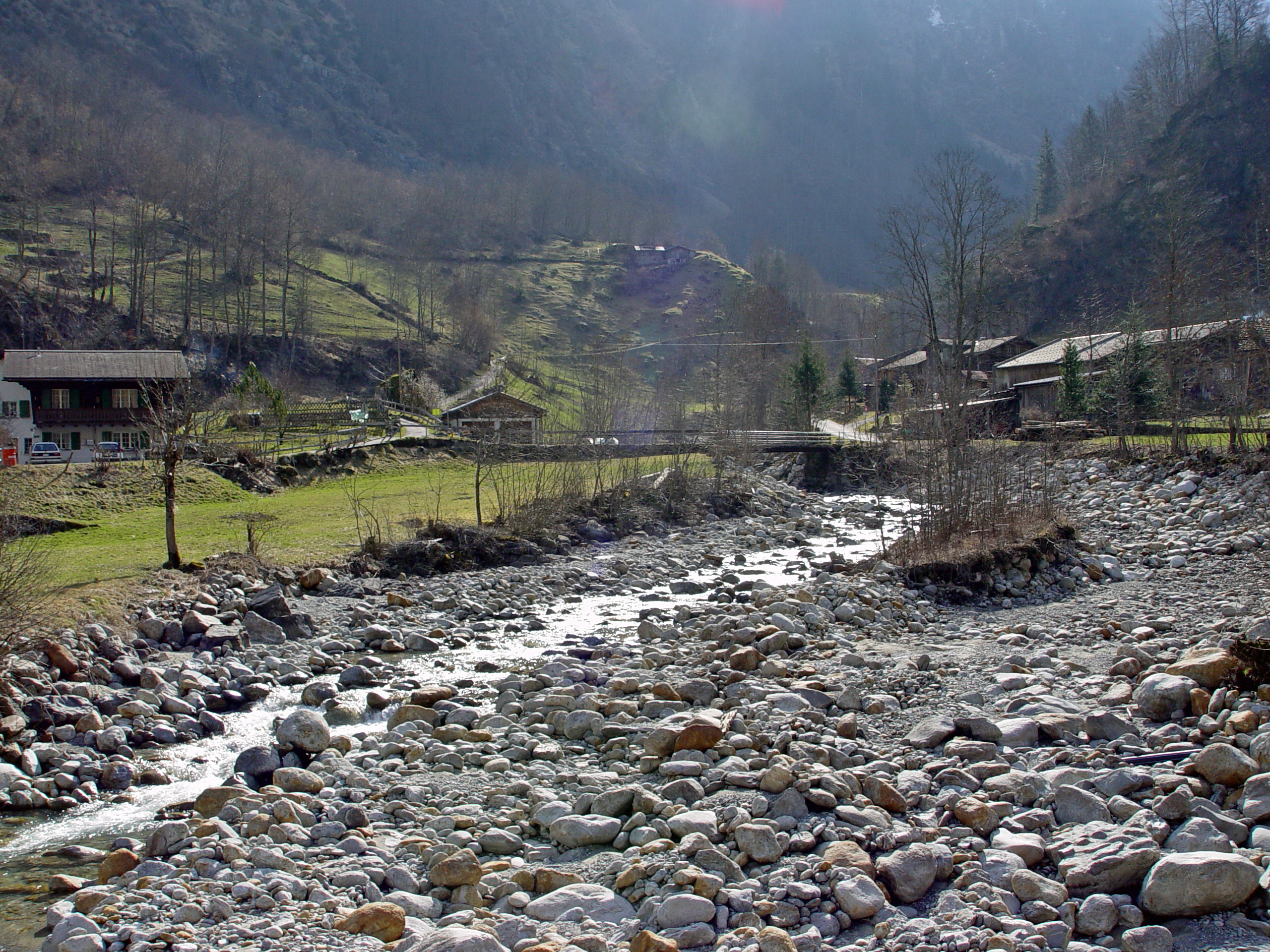

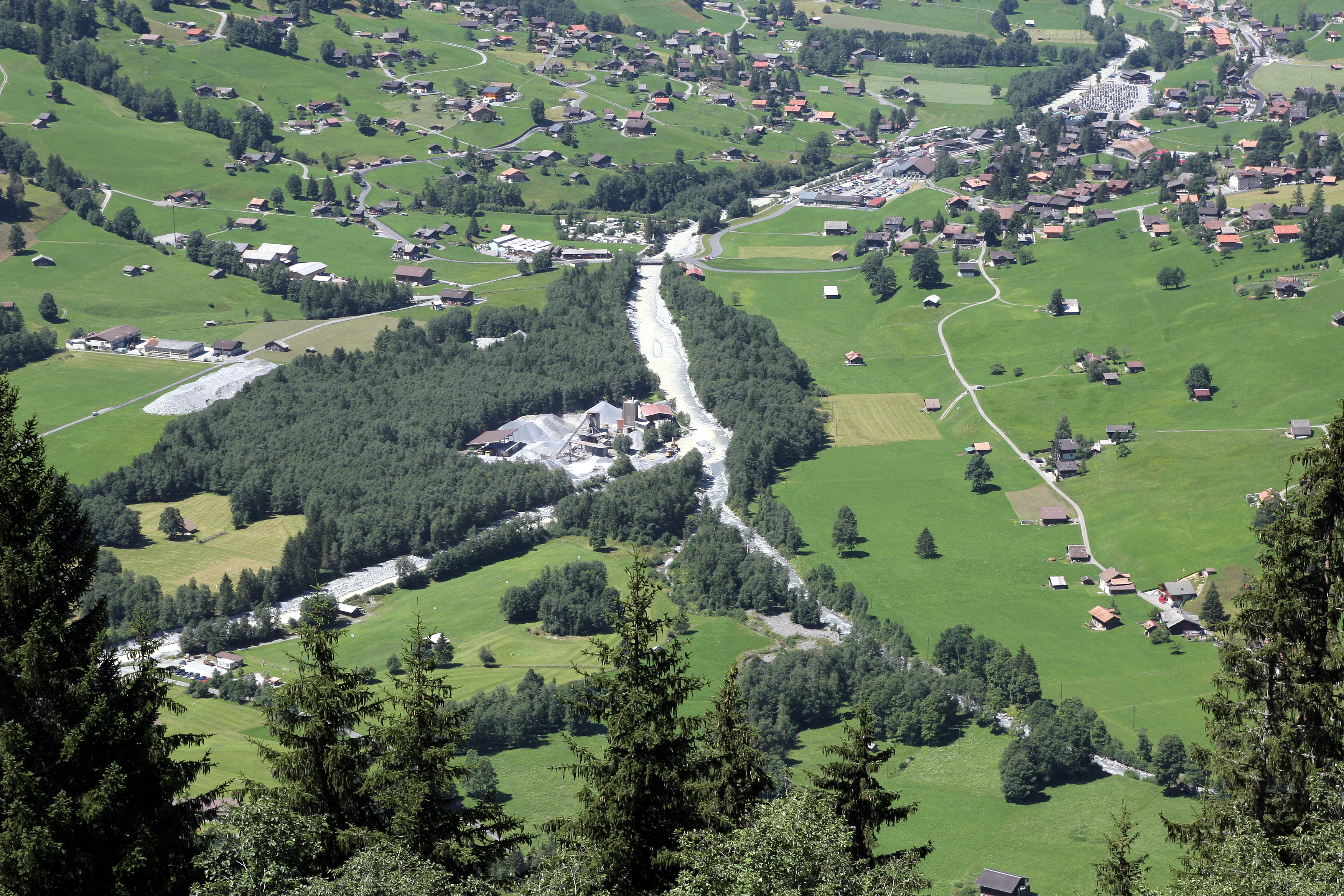

呂奇訥河（德語：Lütschine，發音：[ˈlʏtʃinə]）是瑞士的河流，位於該國中西部，流經伯恩州，屬於阿勒河的支流，處於伯爾尼山地區，河道全長9.2公里，流域面積386平方公里。